# José María Gasque Llopis
José María Gasque Llopis (Murcia, 4 de junio de 1831 - Murcia, 29 de octubre de 1859) fue un compositor y maestro de capilla español.

## Vida
José María Gasque Llopis nació en Murcia, el 4 de abril de 1831. Fue un músico autodidacta, tocando la flauta desde niño en diversas bandas, para posteriormente estudiar con Ángel Mirete composición y dirección de orquesta. Con diecisiete años realizó sus primeras composiciones, varias marchas, mazurcas y pasodobles, además de dos sinfonías para gran orquesta.
A los dieciocho años realizó su servicio miliar obligatorio como músico en el regimiento de la Princesa. Fue muy apreciado por sus superiores, lo que le permitió ejercer de sustituto del director, Pedro Villeti.
Tras salir del ejército, se ordenó sacerdote y el 9 de marzo de 1857 consiguió ganar las oposiciones al magisterio de la Catedral de Murcia. Durante los dos años que permaneció en el cargo estuvo muy activo. Fue juez para las oposiciones al magisterio de la Colegiata de Alicante.  Entre sus alumnos estuvo Fernando Verdú Sánchez.
Fallecería de forma prematura el 29 de octubre de 1859, en Murcia, solo dos años después de su nombramiento.

## Obra
A pesar de su juventud, se puede entrever la importancia del maestro Gasque en las celebraciones de inauguración del órgano de la Catedral de Murcia de 1857. Nada menos que Hilarión Eslava vino desde Madrid para la ocasión, para dirigir una misa de Gasque compuesta a cuatro voces, orquesta y obligado de flauta. Su estilo era apreciado por la orquestación y el dominio del contrapunto.
En el archivo de música de la Catedral de Murcia se encontraban en 1925 diversas composiciones de Gasque:
- Misa en Fa, a 4 voces y orquesta;
- Misa en Sol, a 4 voces y orquesta;
- Salve en Re menor, a 3 voces, órgano y orquesta;
- Responsorio de Navidad, a 8 voces y
- Libera me, a 4 voces y orquesta.

En la actualidad todavía se conservan diversas obras suyas en la Catedral de Murcia.